# BB 63400
,,,
Les BB 63400 sont des locomotives diesel de la SNCF, similaires aux BB 63500. Elles sont quasi identiques aux BB 63500, leur numérotation différente est due à leur financement réalisé par l'organisme interbancaire helvétique Eurofima.
Elles font partie de l'importante famille des BB Brissonneau et Lotz.

## Description
Il est à noter qu'avant le 1er janvier 1962, leur numérotation était : 040 DE 401 à 423. Elles ont été construites par Brissonneau & Lotz de 1959 à 1960.

## Prototype
En 2009, la BB 63413 a été modifiée et est devenue un prototype baptisé "PLATHEE" pour PLAte-forme pour Trains Hybrides Économes en énergie et respectueux de l'Environnement

## Transformations
La BB 63410 est transformée en BB 64620.

## Lignes desservies
Bien qu'utilisées le plus fréquemment à la manœuvre et aux travaux ces locomotives ont effectué également des dessertes locales et des services voyageurs ou marchandises, voire des trains mixtes voyageurs-marchandises (trains MV) sur des lignes secondaires :
- Nîmes - Le Grau-du-Roi
- Itinéraires communs avec les 63500 qui possèdent cette même série pour les dépôts d'attaches.

(liste non exhaustive)

## Dépôts titulaires, Établissements Maintenance Traction et Technicentres
Dépôts titulaires,,,,,, Établissement Maintenance Traction,, et Technicentre
- Laval[5]
- Chartres[5]
- Le Mans[5]
- La Rochelle[5]
- Noisy-le-sec[5]
- Rennes[5],[6],[7]
- Nantes[5],[8](Avec 23 unités complètes depuis la source huit au 1er janvier 1981[15])
- Achères[5],[9]
- La Villette[5],[10]
- Sotteville[5],[10]
- Limoges[5],[10]
- Bordeaux[5],[10]
- Longueau[5],[11]
- Villeneuve[5],[11]
- Lens[5],[12]
- Metz[5],[13]
- Toulouse[13]
- Dijon[13]
- Marseille[13]

- STF Loc.INFRA SLI : 2 locomotives[14]

| Engin    | Mise en service  | Radiation         | Livrée  | STF | Observations            | Activité  |
| -------- | ---------------- | ----------------- | ------- | --- | ----------------------- | --------- |
| BB 63401 | 11 novembre 1959 | 22 décembre 2011  | Arzens  | /   | /                       | /         |
| BB 63402 | 6 novembre 1959  | 28 mars 2012      | Arzens  | /   | Transformation BB 64631 | /         |
| BB 63403 | 10 décembre 1959 | 10 décembre 2006  | Arzens  | /   | /                       | /         |
| BB 63404 | 12 décembre 1959 | 22 février 2011   | Verte   | /   | /                       | /         |
| BB 63405 | 15 décembre 1959 | /                 | Arzens  | SLI | /                       | Matériels |
| BB 63406 | 5 décembre 1959  | /                 | Arzens  | SLI | /                       | Matériels |
| BB 63407 | 15 décembre 1959 | 16 août 2011      | Arzens  | /   | /                       | /         |
| BB 63408 | 10 décembre 1959 | 24 septembre 2011 | Arzens  | /   | /                       | /         |
| BB 63409 | 15 décembre 1959 | 5 janvier 2015    | Verte   | /   | /                       | /         |
| BB 63410 | 18 décembre 1959 | 28 mars 2012      | Arzens  | /   | Transformation BB 64620 | /         |
| BB 63411 | 28 décembre 1959 | 28 février 2012   | Verte   | /   | /                       | /         |
| BB 63412 | 28 décembre 1959 | 28 septembre 2004 | Arzens  | /   | /                       | /         |
| BB 63413 | 31 décembre 1959 | 15 septembre 2011 | PLATHEE | /   | /                       | /         |
| BB 63414 | 31 décembre 1959 | 25 juin 2007      | Arzens  | /   | /                       | /         |
| BB 63415 | 31 décembre 1959 | 25 janvier 2012   | Arzens  | /   | /                       | /         |
| BB 63416 | 11 janvier 1960  | 1er décembre 2011 | Arzens  | /   | /                       | /         |
| BB 63417 | 11 janvier 1960  | 30 décembre 2003  | Arzens  | /   | /                       | /         |
| BB 63418 | 11 janvier 1960  | 15 juillet 2010   | Verte   | /   | /                       | /         |
| BB 63419 | 11 janvier 1960  | 30 décembre 2003  | Verte   | /   | /                       | /         |
| BB 63420 | 15 janvier 1960  | 28 décembre 2005  | Arzens  | /   | /                       | /         |
| BB 63421 | 22 janvier 1960  | 31 décembre 2004  | Arzens  | /   | /                       | /         |
| BB 63422 | 23 janvier 1960  | 30 décembre 2003  | Verte   | /   | /                       | /         |
| BB 63423 | 29 janvier 1960  | 21 mars 2011      | Verte   | /   | /                       | /         |

## Modélisme
- Cette locomotive a été reproduite par Roco en livrée et immatriculation d'origine (040 DE 401 & 407).

## Sources